# Johannes Dietl
Johannes Dietl (* 21. Juli 1948 in Schönthal/Oberpfalz) ist ein deutscher Gynäkologe und Geburtshelfer.

## Leben und Wirken

### Kindheit und Jugend
Dietl erlebte seine Kindheit in Schönthal/Oberpfalz. Seine Eltern bewirtschafteten dort einen Bauernhof.
Er ging in Schönthal in die Volksschule und wechselte dann in die Augustiner-Klosterschule nach Weiden. Mit 14 Jahren verließ er ohne Schulabschluss die Klosterschule und besuchte zunächst die Landwirtschaftliche Berufsschule in Waldmünchen. Im Jahr 1963 wechselte er als Hilfsarbeiter in die Badische Anilin- und Soda-Fabrik (BASF) nach Ludwigshafen am Rhein und begann im Jahr 1964 eine Ausbildung zum Chemiewerker und Chemielaboranten. Dabei wurde er im Christlichen Jugenddorfwerk Deutschlands (CJD) Neustadt/Weinstraße betreut.
Nach der Bundeswehrzeit (Gneisenau-Kaserne Koblenz) arbeitete er bei der BASF im Mess- und Prüflabor und begann nebenbei ein Fernstudium bei der Akademikergesellschaft (AKAD) Stuttgart zur Vorbereitung auf das Externen-Abitur, wobei er das letzte Jahr am Wochenendunterricht an der AKAD-Schule Frankfurt teilnahm. An der Hohen Landesschule (HOLA) in Hanau legte er die Reifeprüfung für Nichtschüler ab.

### Studium und klinisch-wissenschaftliche Weiterbildung
Dietl studierte in den Jahren 1972 bis 1978 Humanmedizin in Freiburg im Breisgau und Heidelberg. Er war Stipendiat der Friedrich-Ebert-Stiftung. Nach der Promotion am Anatomischen Institut der Universität Freiburg erfolgte die Weiterbildung zum Facharzt für Frauenheilkunde und Geburtshilfe an der Universitätsfrauenklinik Kiel.
Am 12. September 1980 assistierte er als Privatassistent von Kurt Semm die weltweit erste laparoskopische Appendektomie. Neben seiner klinischen Weiterbildung in der Frauenklinik erhielt Dietl eine spezielle Ausbildung in der Gynäkopathologie am Pathologischen Institut der Universität Kiel.
Nach der Habilitation ging Dietl im Jahr 1986 als Oberarzt an die Frauenklinik der Universität Tübingen. Forschungsaufenthalte führten ihn an das Baylor College of Medicine und an das M.D. Anderson Cancer Center, Houston/Texas, sowie an das Nuffield Department of Obstetrics and Gynaecology der University of Oxford.
Zusammen mit der Firma Hewlett-Packard (Böblingen) entwickelte Dietl einen Kardiotokographen (HPm1350A), der die simultane Registrierung der Kindsbewegungen erfasst (Kineto-CTG) und auch bei Zwillingsschwangeren einsetzbar ist. Im Jahr 1996 wurde er auf den Lehrstuhl für Frauenheilkunde und Geburtshilfe an der Universität Würzburg in der Nachfolge von Karl Heinrich Wulf berufen. 2014 wurde er emeritiert und ist seitdem als Gutachter auf dem Gebiet der Geburtshilfe und Frauenheilkunde tätig.
Johannes Dietl beschäftigte sich wissenschaftlich mit der Struktur und Funktion der Eihülle (Zona pellucida), der Immunologie der fetomaternalen Grenzzone und der Pathogenese des Ovarialkarzinoms.
Neben seinen klinisch-wissenschaftlichen Arbeiten zeigte Dietl stets Interesse für historische Fragestellungen. So arbeitete er das dunkle Kapitel der Rolle der Universitäts-Frauenklinik Würzburg im Dritten Reich auf.
Dietl war in den Jahren 2005 bis 2011 Vorsitzender des Ordinarienkonvents der Universitäts-Frauenkliniken Deutschlands, Österreichs und der Schweiz. Viele Jahre war er im Vorstand des Interdisziplinären Zentrums für klinische Forschung an der Universität Würzburg. Er ist Mitglied der International Society of Gynecological Pathologists.

## Preise
- Staude-Pfannenstiel-Preis der Nordwestdeutschen Gesellschaft für Gynäkologie und Geburtshilfe (1984)
- Albert-Döderlein-Preis der Deutschen Gesellschaft für Gynäkologie und Geburtshilfe (1984)[2]

## Ausgewählte Publikationen
- J. Dietl, U. Riede, E. Kuhls, D. Sasse: The fructose induced „glycogenosis“. Histochemical and morphometrical studies of glycogen metabolism in mouse liver after fructose overload. In: Beiträge zur Pathologie. 161, 1977, S. 27–49. (Dissertation), doi:10.1016/S0005-8165(77)80108-X
- J. Dietl: Struktur und Funktion der Zona pellucida. Enke Verlag, Stuttgart 1986, ISBN 3-432-96031-X. (Habilitationsschrift)
- J. Dietl (Hrsg.): The Mammalian Egg Coat. Springer Verlag, Heidelberg 1989, ISBN 3-540-50272-6.
- J. Dietl, G. Rauth: Molecular aspects of mammalian fertilization. In: Human Reproduction. 4, 1989, S. 869–875.
- J. Dietl, J. Wischhusen: The forgotten fallopian tube. In: Nature Reviews Cancer. 11, 2011, S. 227.
- J. Dietl: Der Tod – „ein großes Mittel des Lebens“? Thomas Mann: „Die Betrogene“. In: Ch. Gellner, G. Langenhorst (Hrsg.): Herzstücke. Texte, die das Leben ändern. Patmos-Verlag, Düsseldorf 2008, ISBN 978-3-491-70415-2, S. 141–148.
- J. Dietl: Der Professorenmord von Lemberg. (PDF; 8,5 MB). In: Forschung und Lehre. 19, 2012, S. 564–567.
- J. Dietl: An Georg Büchners Totenbett. (PDF; 342 kB). In: Bayerisches Ärzteblatt. 12/2013, S. 667.
- J. Dietl: „Ich kann kein Glück empfinden – die arme Frau hat so gelitten!“ Schmerzvolle Geburtserfahrungen in historisch-literarischen Fallbeispielen. In: Peter Kranke (Hrsg.): Die geburtshilfliche Anästhesie. Springer Verlag, Heidelberg 2018, ISBN 978-3-662-54374-0, S. 3–11.